# Яранськ
Яранск (марій. Яраҥ) — місто в Росії, адміністративний центр Яранського району та Яранського міського поселення Кіровської області.
Місто розташоване у межах В'ятського опілля, на річці Ярані (басейн В'ятки), за 215 км на північний захід від Кірова.

## Історія
Гідронім Яран, Ярань неодноразово зустрічається у топонімії Республіки Марій Ел та інших суміжних територій, але його етимологія не встановлена. Ймовірно він залишений древнім населенням, що говорило мовою угорської групи. Деякі дослідники зводили цю назву до російського діалектного слова Яран (єран), запозиченого з мови комі яке позначає ненців, північних мансі або хантів.
Перетворено на російську фортецю внаслідок III черемиської війни наприкінці XVI століття російською військовою дружиною для приборкання черемисів (марійців). Дата заснування Яранську — 1591 (офіційно вважається 1584, але не знайдено прямих літописних джерел, а лише один опосередковане). Про це свідчать результати досліджень літописних текстів.
В 1708 повіт, в якому знаходився Яранськ, було включено до складу Казанської губернії.
23 травня 1711, на околиці Яранську поселено 500 шведів, взятих в полон під час Північної війни. Поселенці обзавелися сім'ями та обрусіли, їхні будинки склали новий міський район, відомий нині як Ланци. Назва району походить від русифікації слова Ландскнехт.
З 1780 повітове місто. Яранський повіт було передано В'ятському намісництву, яке в 1797 було перетворено в губернію.
В 1832 у місті відкрита метеорологічна станція, в 1895 — земський кустарний музей. В 1902 прокладено міський водопровід.
В 1918 у місті було відкрито сільськогосподарський технікум. В 1920-і роки існувала Яранська асоціація селянських письменників.
14 липня 1929 місто стає центром Яранського району у складі Котельницького округу Нижньогородського краю (з 1936 — у складі Кіровської області).
З 1 січня 2006 року згідно з Закону Кіровської області від 07.12.2004 № 284-ЗО Яранськ є також центром Яранського міського поселення.

## Економіка
Підприємства Яранська:
- Яранський механічний завод (ЯМЗ),
- харчокомбінат «Росинка»,
- Яранська швейна фабрика (вул. Леніна, 9),
- Яранська друкарня (вул. Свободи, 21),
- Яранський плазмоцентр (Росплазма),
- Яранський лісгосп,
- міжгосподарський лісгосп,
- СПК " СА «Птахівник» ",
- ТОВ «КМС» (деревообробна промисловість),
- Яранське районне споживче товариство (вул. Кірова, 28),
- локомотивне депо,
- залізнична станція Яранськ.

## Відомі яранці
- Спицин Олександр Андрійович
- Говоров Леонід Олександрович — радянський військовик
- Матвєєв-Сибіряк Василь Васильович (1885—1963) — радянський письменник
- Ведерников Олександр Пилипович (1927—2018) — радянський оперний співак (бас).

## Пам'ятки
- Благовіщенська церква (1652),

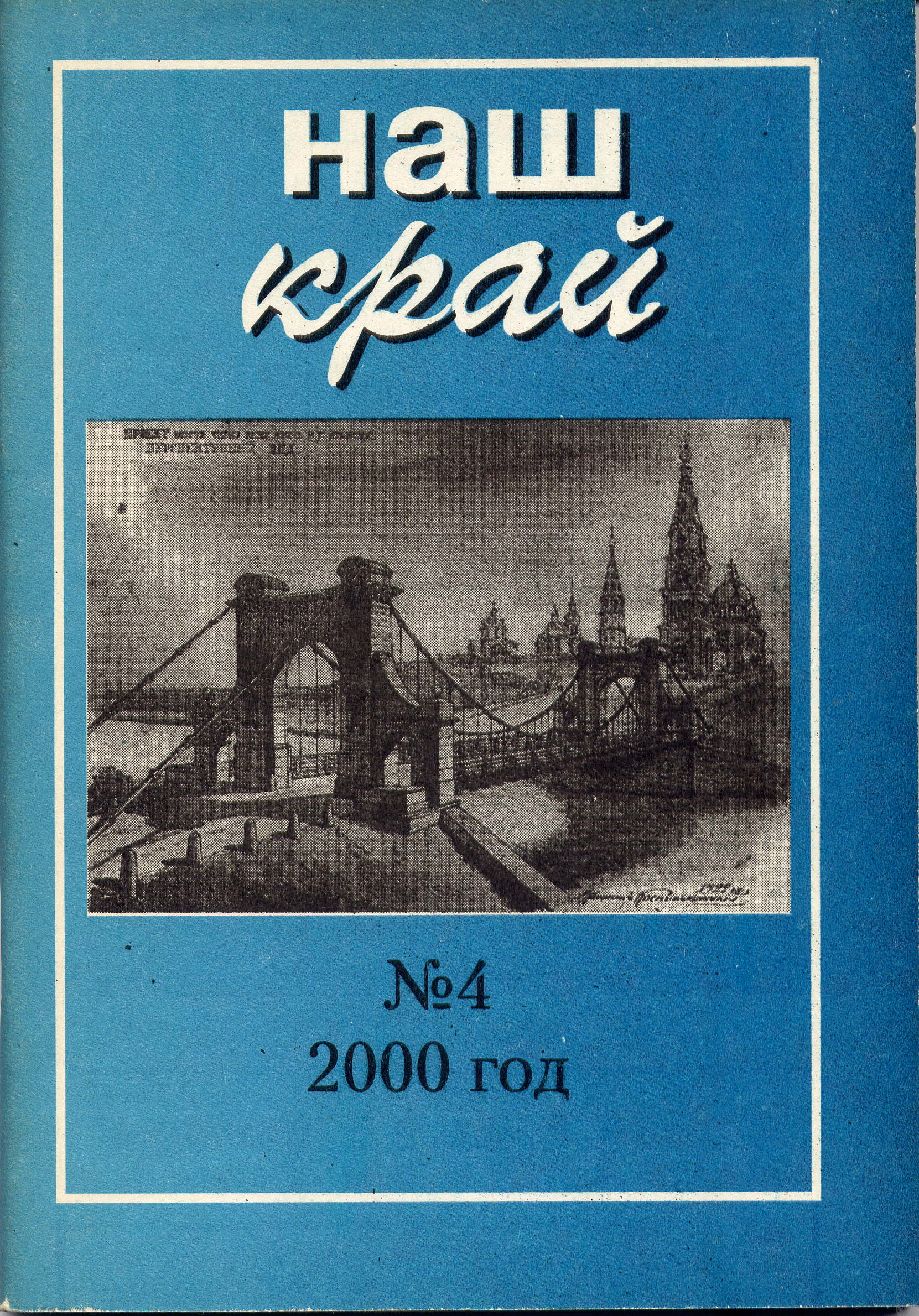
Обкладинка Яранського краєзнавчого журналу «Наш край»

- Дзвіниця (Старо-) Троїцької церкви (1689),
- Успенський собор (1798),
- Троїцький собор (Троїцька церква) (закладена в 1845, освячена в 1857).

За адресою вул. Кірова, 9 функціонує Яранський районний краєзнавчий музей, фонд якого налічує майже 32 000 одиниць зберігання.

## Цікаві факти
- У фільмі Е.Рязанова «Про бідного гусара замовте слово» (1980) на воротах міста Губернська зображений герб Яранська.
- У місті існує власний туристично-краєзнавчий бренд — Яранський Глінишек[2].

## Галерея

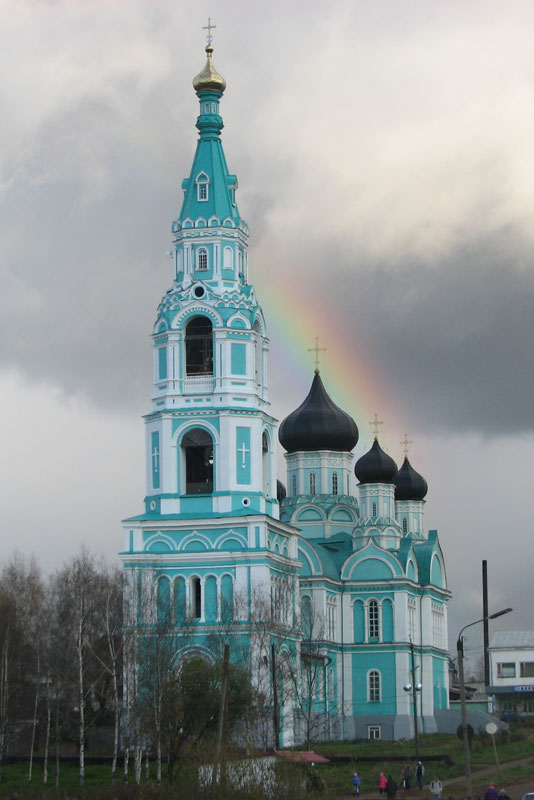
Троїцький собор з дзвіницею (одне з останніх збережених творінь К. Тона (архітектора храму Христа Спасителя в Москві та Великого кремлівського палацу)]]
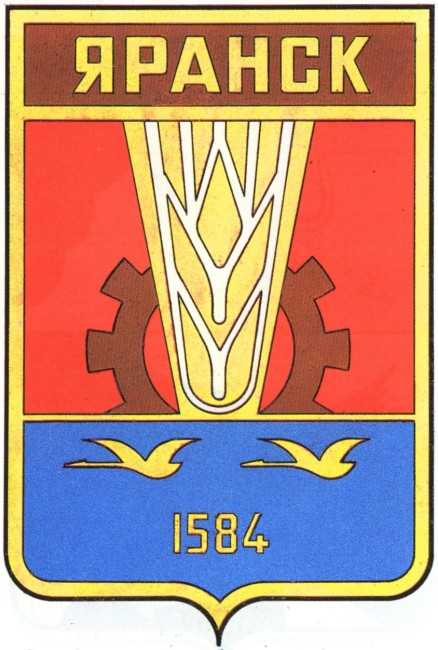
Радянський герб (1971)
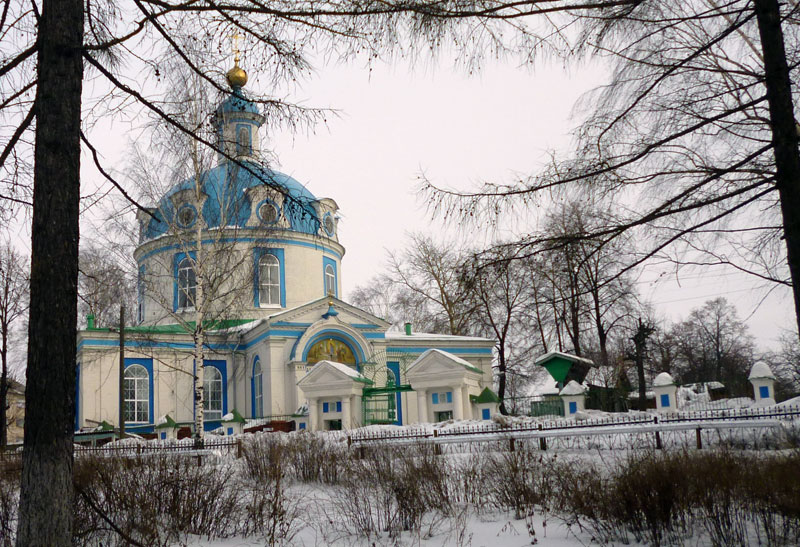
Успенський собор Яранська, кафедральний собор Яранської єпархії
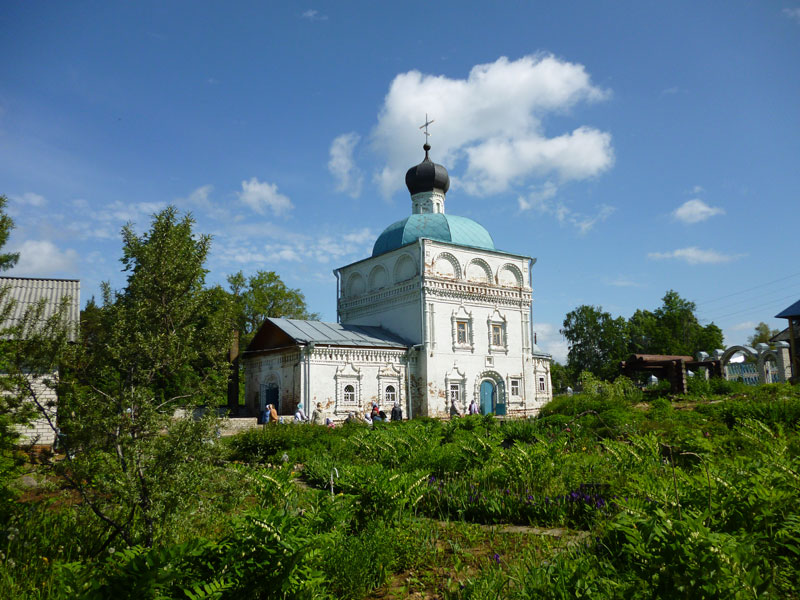
Благовіщенська церква. Найстаріша кам'яна церква на В'ятській землі